# Бейли, Саманта
Саманта Бейли (англ. Samantha Bailey; род. 21 ноября 2001) — американская юная актриса. Наиболее известной ролью актрисы являются роль Саммер Ньюман в мыльной опере «Молодые и дерзкие». Также она снялась в телесериале «Мёртвые до востребования», где снялась в роли молодой версии персонажа Кристин Ченовет, Оливи Снук.

## Жизнь и карьера
Родилась в Мишен-Хилс, в штате Калифорния. Имела незначительные роли в фильме «Красавица и уродина», а также в телесериалах «Морская полиция: Спецотдел», «Мёртвые до востребования» и «Мыслить как преступник». В 2007 году присоединилась к Гильдии киноактёров США, а в 2009 году к AFTRA.

## Фильмография

### Фильмы
| Год  | Название            | Роль              | Примечания      |
| ---- | ------------------- | ----------------- | --------------- |
| 2008 | Красавица и уродина | Маленькая девочка |                 |
| 2012 | Да светит ваш свет  |                   | Короткометражка |
| 2013 | 63lbs               | Винди             | Короткометражка |

### Телевидение
| Год       | Название                   | Роль                 | Примечания               |
| --------- | -------------------------- | -------------------- | ------------------------ |
| 2006      | Шоу Челси Хандлер          | Маленькая девочка    | «1.7»                    |
| 2007      | Морская полиция: Спецотдел | Маленькая Эйнджел    | «Ангел смерти»           |
| 2008      | Мёртвые до востребования   | Молодая Олив         | «Плохие привычки»        |
| 2008      | Мыслить как преступник     | Дженни Хилл          | «Нормально»              |
| 2009-2012 | Молодые и дерзкие          | Саммер Ньюман        | Постоянная роль          |
| 2010      | Говорящая с призраками     | Эмили Брэдли         | «Смертельная комбинация» |
| 2010      | Дурман                     | Нетерпеливый ребёнок | «В Москву, и быстро»     |
| 2011      | Безумная любовь            | Молодая Кейт         | «Кейт Гэтсби»            |
| 2013      | Хорошая мать               | Хиллари              | Телефильм                |

## Награды и номинации
| Год  | Премия        | Результат | Номинация                                                                                           | Фильм (или телесериал) |
| ---- | ------------- | --------- | --------------------------------------------------------------------------------------------------- | ---------------------- |
| 2011 | Молодой актёр | Победа    | Лучшая роль в телесериале — номинация «Актёры второстепенной роли в возрасте от десяти лет и более» | Говорящая с призраками |